# Майкл Канін
Майкл Канін (англ. Michael Kanin; 1 лютого 1910 — 12 березня 1993) — американський режисер, продюсер, драматург і сценарист, який розділив премію «Оскар» за найкращий оригінальний сценарій до комедійного фільму 1942 року «Жінка року», в якому знялися Кетрін Хепберн і Спенсер Трейсі з Рінгом Ларднером-молодшим.
Народився в Рочестері, штат Нью-Йорк, почав працювати сценаристом зі своїм братом Гарсоном Каніном. У 1939 році підписав контракт на роботу сценариста з кінокомпанією «RKO Pictures». Він одружився зі співробітницею «RKO» Фей Мітчелл в 1940 році, спільно з якою написав сценарії до багатьох фільму, зокрема до фільму «Свавілля». Разом вони отримали номінацію на премію «Оскар» за фільм «Улюбленець вчительки».